# فرانك مارشال (مصور)
فرانك مارشال (بالإنجليزية: Frank Marshall)‏ هو مصور جنوب أفريقي، ولد في 30 يوليو 1985 في نيلسبرويت في جنوب أفريقيا.